# Bruce Smith
Bruce Bernard Smith (nascido em 18 de junho de 1963) é um ex-jogador de futebol americano que jogava como defensive end no Buffalo Bills e no Washington Redskins da National Football League (NFL).
Ele foi um membro das equipes do Buffalo Bills que jogaram em quatro Super Bowls consecutivos como campeões da AFC. Ele detém o recorde de 200 sacks em quarterbacks da NFL.
Smith foi eleito para o Hall da Fama do Pro Football em 2009 em seu primeiro ano de elegibilidade. Smith foi introduzido no Hall da Fama do Football College em 2006. 

## Carreira na Escola e Faculdade
Smith é nativo de Norfolk, Virginia, onde se formou na Booker T. Washington High School. Smith aceitou uma bolsa de estudos esportiva no Instituto Politécnico e Universidade Estadual da Virgínia.
Conhecido como "The Sack Man" do futebol americano de Virginia Tech, Smith terminou sua carreira universitária em 1984 como o jogador mais honrado da história da universidade. Antecipando seu sucesso na NFL, ele teve um total de 71 tackles atrás da linha de scrimmage, 46 sacks, incluindo 22 durante o seu terceiro ano em 1983. Em 1984, Smith terminou seu período em Blacksburg com o Outland Trophy, dado ao melhor jogador da linha do país e uma seleção consensual para a equipe All-America.

## Carreira Profissional

### Buffalo Bills
Após sua carreira colegial estelar, Smith foi selecionado  pelo Buffalo Bills como a primeira escolha do Draft de 1985. Depois de uma temporada de novatos em que seus maus hábitos de treinamento limitaram sua eficácia. A inspiração do companheiro de equipe Darryl Talley e encontrar o amor com uma ex-colega de faculdade a quem ele acabou casando, inspirou-o para melhorar seu jogo.
Ele tornou-se rapidamente conhecido como um especialista em sacks, com 15 em 1986 e 19 em 1990. Em 1989, Smith, em seu 52º sack, já havia se tornado o líder de todos os tempos dos Bills, reivindicando um recorde de equipe que ele deveria aumentar 119 vezes ao longo dos anos. Seus 171 sacks em Buffalo são um recorde praticamente inacessivel. Também em 1989, Bruce Smith aceitou uma oferta do Denver Broncos no valor de US $ 7,5 milhões ao longo de cinco anos, mas os Bills igualou a oferta para mantê-lo no time.
Em 1990, o seu desempenho defensivo ajudou a levar os Bills ao Super Bowl XXV, embora acabasse por perder para o New York Giants liderado por Bill Parcells. Ainda assim, Smith teve um desempenho impressionante no jogo. Ele sacou o quarterback Jeff Hostetler na end zone no segundo quarto, tornando-se apenas o quinto jogador a registrar um safety no Super Bowl.
Em 1991, embora os problemas no joelho de Smith o obrigassem a sair durante a maior parte da temporada, os Bills novamente chegou ao Super Bowl. Em 1992, com uma saúde muito melhor, ele foi novamente um First-team All-Pro e foi votado pro Pro Bowl enquanto teve 14 sacks.
Por volta de 1996, embora as aparições dos Bills no Super Bowl tivessem terminado, Smith ainda teve números prolíficos, com 90 tackles e 14 sacks. Em 1997, Smith teve 65 tackles e 14 sacks e em 1998, embora estivesse ficando mais velho, ele ainda teve respeitáveis 50 tackles e 10 sacks.
Smith, juntamente com Andre Reed e Thurman Thomas, foi dispensado dos Bills em uma medida de limite salarial de emergência após a temporada de 1999.

### Washington Redskins
Smith assinou com o Washington Redskins como agente livre. Em sua primeira temporada com o time, ele teve 58 tackles e dez sacks, embora agora ele estivesse jogando principalmente em situações de passe. Ele seguiu em frente em busca do recorde de todos os tempos de Reggie White (198, conseguido em 15 temporadas), que ele passou na semana 14 da temporada de 2003 quando sacou o quarterback do New York Giants, Jesse Palmer, em uma vitória por 20-7 no Giants Stadium.
Smith terminou sua carreira com 200 sacks, ele é a única pessoa a atingir a marca de 200 sacks.
Smith sugeriu em entrevistas que 2003 seria sua última temporada, mas nunca descartou completamente continuar jogando. No entanto, em 24 de fevereiro de 2004, os Redskins dispensaram Smith, economizando US $ 6,5 milhões em espaço salarial.

## Honras
Em suas 19 temporadas na NFL, Smith jogou em 279 jogos, acumulando 200 sacks, duas interceptações, 46 fumbles forçados e 15 fumble recuperados, uma das quais ele retornou para um touchdown de 33 jardas.
De suas 19 temporadas na NFL, em 13 delas, ele teve pelo menos dez sacks. Ele também foi nomeado All-Pro nove vezes. Seus 200 sacks dão a ele o recorde de mais sacks na história. 
Smith foi para o Pro Bowl de 1987 a 1998 (com exceção de sua temporada de 1991). Em 1987, ele foi nomeado o MVP do Pro Bowl. Smith foi duas vezes eleito o Jogador Defensivo da NFL pela AP (1990, 1996), duas vezes nomeado Jogador Defensivo do Ano pela NEA (1990, 1993) e quatro vezes eleito Jogador Defensivo do Ano da AFC (1987, 1988, 1990, 1996). 
Em 1999, enquanto ainda era um jogador ativo, Smith ficou em 58º lugar na lista dos 100 Maiores Jogadores de Futebol do The Sporting News. Em 2005, ele foi introduzido no Virginia Sports Hall of Fame. Em 2006, Smith foi eleito para o College Football Hall of Fame.
Em 13 de agosto de 2008, ele fez parte da classe inaugural a ser introduzida no Hampton Roads Sports Hall of Fame, uma instituição que homenageia atletas, treinadores e administradores que fizeram contribuições para esportes no sudeste da Virgínia. Smith foi introduzido no Hall da Fama do Buffalo Bills durante o intervalo do jogo de 21 de setembro de 2008 contra o Oakland Raiders.
Em 11 de maio de 2016, os Bills anunciaram que estavam aposentando o número 78 que Smith usou. Nenhum jogador usou o número desde que Smith deixou o time. Seu número foi aposentado oficialmente em uma cerimônia em 15 de setembro de 2016 durante um jogo contra o New York Jets.

## Pós-Carreira

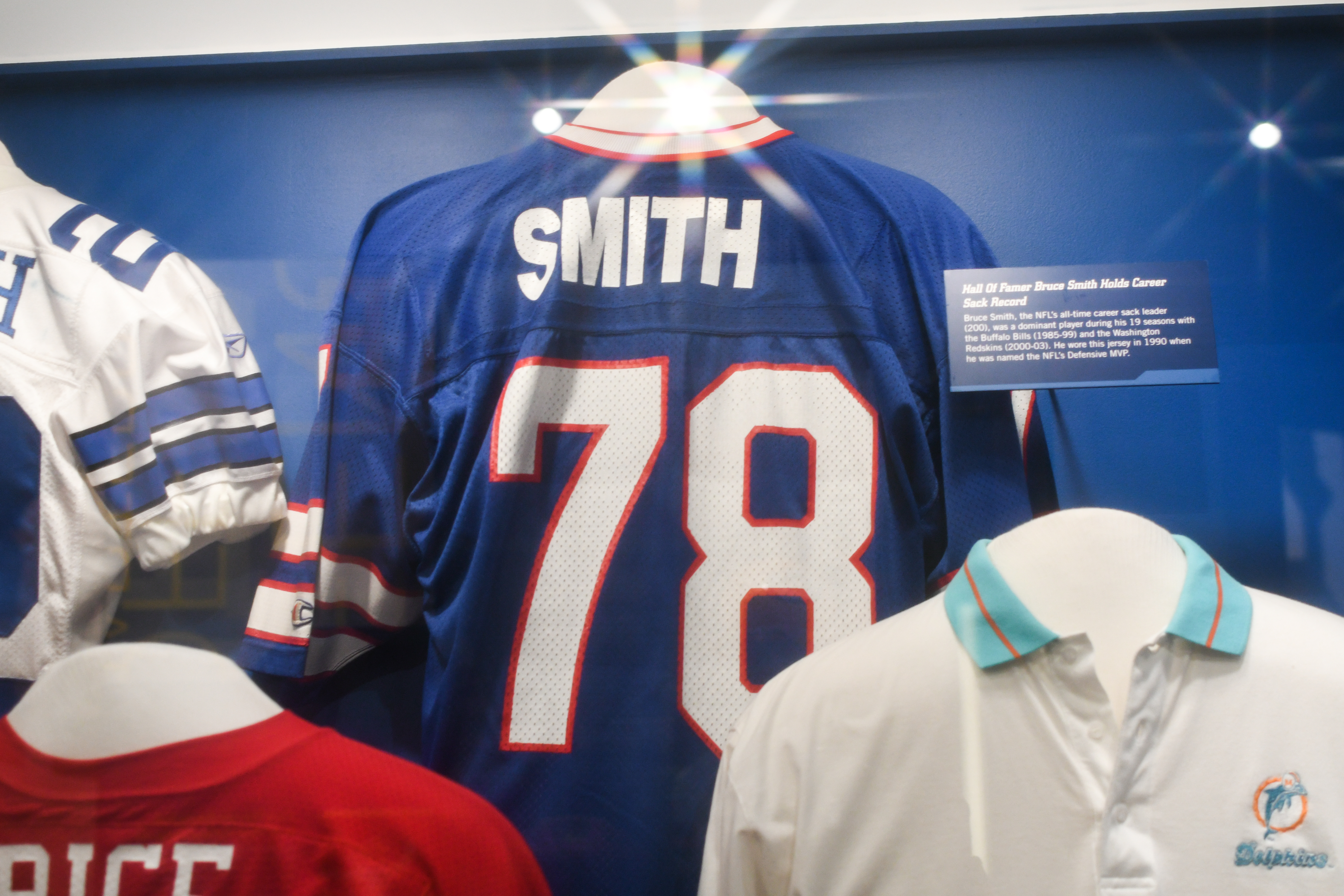
Camisa do uniforme de Bruce Smith como jogador do Buffalo Bills, que se encontra no Pro Football Hall of Fame, nos EUA.

Smith mora em Virginia Beach, Virgínia. Tendo retornado ao seu estado natal, Smith trabalha como designer de hotel de larga escala, realizando muitos projetos com a Armada Hoffler. Mais recentemente, ele retornou a Blacksburg, o local de seus sucessos colegais, onde comprou o Red Lion Inn. Ele construiu um Hilton Garden Inn Hotel com 137 quartos e está trabalhando na reconstrução do local (Smith's Landing, hotel e restaurante complexo). Ele é membro da Igreja Batista Queen Street, em Norfolk. Smith e sua esposa Carmen têm um filho, Alston.
Smith também trabalha com Thurman Thomas em seu novo empreendimento, o Legends Energy Group. Eles promovem programas de energia em toda a América do Norte.
Smith, com Andre Reed, Thurman Thomas e Jim Kelly, são o tema do filme 30 for 30 - Four Falls of Buffalo.
Smith foi preso em 15 de maio de 2009 e condenado em 9 de julho de 2009 por dirigir sob influência de álcool, excesso de velocidade e se recusar a fazer um teste de alcoolemia. Smith tem duas prisões anteriores.